# Attigliano
Attigliano è un comune italiano di 1 947 abitanti della provincia di Terni in Umbria. Si trova geograficamente nella Valle del Tevere.

## Origini del nome
Deriva dal nome personale latino Attilius; si tratta di un nome prediale, ovvero legato a terreni o fondi rustici, con suffisso -ānus, che ha attestazioni in Umbria.

## Storia

### Epoca arcaica
La zona, di origine etrusca, delimitata dalla linea naturale del fiume Tevere, ospitò le primitive popolazioni, come attestano i ritrovamenti di tombe, cripte e vasellame.

### Medioevo
All'inizio del XIII secolo fu coinvolta nelle guerre, e Todi si assicurò il possesso del castello (di importante posizione strategica). Fino al 1500, insieme ai paesi vicini, Attigliano fu teatro di guerre ed assalti e più volte passò dal dominio di Todi a quello della Santa Sede, a quello di Amelia, fino a tornare definitivamente dominio di Bartolomeo d'Alviano. A Corrado o Consolo, nipote di Bartolomeo, si deve la costruzione del palazzo Baronale e della chiesa della Madonna del Porto (ora chiesa del cimitero).

### Rinascimento
Nel 1540 Attigliano venne ceduto a papa Paolo III Farnese. Dopo 104 anni di possesso, nel 1644 il feudo di Attigliano fu venduto dai Farnese al marchese Marcello Raimondi di Genova, che dopo sette anni lo rivendette ad Olimpia Pamphili, che lo passò poi alla famiglia Orsini.
Nel 1840 il feudo fu acquistato dal principe Borghese.

### Risorgimento
Intorno alla seconda metà dell'800 il comune di Attigliano si scelse un emblema, un gonfalone in pesante velluto, diviso in bande, una bianca e una verde, con al centro uno scudo sormontato da una corona baronale rappresentante tre figure naturali e ideali: un tiglio, un mitologico ippogrifo che lo arrampa su una distesa d'acqua.

### Resistenza al nazifascismo
Nel  pieno  della  ritirata  della Wehrmacht,  il  primo  pomeriggio  del  7  giugno  1944,  un  militare  tedesco entra nella casa di Domenico Cosimi e, senza proferir parola, riempie due borracce d’acqua dal lavandino della cucina. Si avvicina quindi al padrone di casa e gli chiede del vino, alla risposta della vittima, che dice di  averlo  in  cantina,  il militare  prende  per il  braccio  l’uomo  e  gli esplode  un  colpo  di  pistola,  ferendolo  al ventre. Cosimi muore per dissanguamento all’alba del giorno successivo, dopo 14 ore di agonia, mentre su un carro trainato da buoi viene trasportato dalla moglie e dal fratello all’ospedale di Amelia.
Antimi Benvenuto, nato nel 1898 ad Attigliano ed residente, contadino, visto frugare su un vagone ferroviario venne fucilato dai nazifascisti nei presi della stazione di Attigliano il 05/11/1943.

## Monumenti e luoghi d'interesse
- Fontana dei delfini. Al centro della piazza principale, fu costruita da Ramperti da Amelia nel 1885 con il duplice scopo di favorire l'approvvigionamento idrico e di ornare lo spazio antistante. I materiali provengono dalla vecchia cava di Santa Eugenia.
- Chiesa di S. Lorenzo Martire. La chiesa, di moderna concezione, risalente al 1983, si fregia di vetrate artistiche concretizzate attraverso l'uso del mosaico e di un portale di bronzo realizzato dalla scultrice Nadia Rognoni. Nel giardino antistante il sagrato un monumento bronzeo realizzato dalla scultrice Annita Mechelli rappresenta L'AVIS Attigliano, una delle numerose associazioni operanti nel paese.
- Il campanile di piazza della Rocca. La piazza della Rocca è sovrastata da un campanile che reca sul frontale un singolare orologio ad una sola lancetta e a dodici ore.
- La chiesa della Madonna delle Grazie. Situata alla periferia del paese, al di là della stazione ferroviaria, è nata tra la I e la II guerra mondiale. Il quadro della Madonna dipinto su tegola da ignoto era punto di unione e devozione dei familiari dei combattenti.
- Parco di Studio e Riflessione: inaugurato nel maggio 2008, prima chiamato "Parco del Messaggio di Silo" .

## Società

### Evoluzione demografica
Abitanti censiti

## Infrastrutture e trasporti

### Ferrovie
La stazione di Attigliano-Bomarzo è collocata sulla ferrovia Viterbo-Attigliano-Orte e sulla ferrovia Roma-Firenze.
Vi si fermano treni regionali in servizio navetta tra Viterbo e Orte, tutte le coppie di treni regionali veloci Viterbo Porta Fiorentina-Orte-Roma Termini nonché tutti i treni regionali della ferrovia Roma-Firenze.

## Amministrazione
Istituzioni
È la sede nazionale del Sindacato dei direttori e degli assistenti amministrativi delle scuole pubbliche italiane (ANQUAP).